# Woodward-Hoffmann-regels
De Woodward-Hoffmann-regels, voor het eerst geformuleerd door Robert Burns Woodward en Roald Hoffmann, vormen een stelsel van regels in de organische chemie waarmee de stereochemie van pericyclische reacties verklaard wordt op basis van orbitaalsymmetrie. Onder deze groep reacties vallen elektrocyclische reacties, cycloaddities en sigmatrope reacties. Hoffmann heeft in 1981 een (gedeelde) Nobelprijs voor de Scheikunde voor dit werk ontvangen, Woodward was twee jaar eerder overleden. Mocht hij nog geleefd hebben, dan zou hij een tweede Nobelprijs gewonnen hebben.

## Elektrocyclische reacties
De Woodward-Hoffmann-regels zijn van toepassing op de stereospecificiteit van elektrocyclische ringopening en ringsluitingreacties aan de uiteinden van acyclische geconjugeerde polyenen, zowel bij reactie onder thermische als onder fotochemische omstandigheden. In de originele publicatie in 1965 worden drie regels als volgt verwoord:
- In een open-ketensysteem met 4n-elektronen is de orbitaalsymmetrie van de hoogste bezette orbitaal in de grondtoestand (HOMO) zodanig dat een bindende interactie tussen de uiteinden van de keten alleen mogelijk is als de uiteinden verschillende kanten van het geconjugeerde systeem vertegenwoordigen (boven/onderkant). Dit is alleen mogelijk in een conrotatorisch proces. Een voorbeeld van een dergelijke reactie is de Nazarov-cyclisatie van divinylketonen. Onderstaande figuur laat zien hoe de beide tegen de klok in draaiende eindgroepen tot het eindproduct leiden. In de uitgangsstof hebben de orbitalen aan de methyldragende koolstofatomen hetzelfde teken, ze overlappen elkaar en vormen de enkelvoudige binding tussen de twee atomen:

- In een open-ketensysteem met 4n + 2 elektronen is ringsluiting in de grondtoestand aan het eind van de keten mogelijk via orbitaal-overlap aan dezelfde zijde (boven/boven of onder/onder) van het systeem. Dit is alleen mogelijk bij een disrotatorisch proces. Onderstaande figuur laat zien hoe bij een open-keten-systeem met 6 pi-elektronen het eindproduct ontstaat. In het bovenste deel van de figuur wordt geen rekening gehouden met de symmetrie van de betrokken orbitalen, in het onderste deel wel:

- In een fotochemische reactie wordt een elektron in de HOMO van de reactant verplaatst naar een aangeslagen toestand met als gevolg een omdraaien van de symmetrie aan het einde van de keten en de stereospecificiteit. In de figuur hierboven is te zien dat het aanslaan van één elektron van de HOMO-orbitaal naar de LUMO-orbitaal een verwisseling van symmetrie oplevert voor het hoogst bezette energie-niveau van de pi-elektronen.

Organische reacties die met deze regels beschreven kunnen worden, zijn symmetrie-toegestaan. Reacties die de regels niet volgen worden symmetrie-verboden genoemd, en vragen een veel grotere activeringsenergie, op voorwaarde dat ze wel degelijk verlopen.
De regels voorspellen de stereochemie van een aantal reacties in de grondtoestand:
- Cyclopropyl-kation → allyl-kation: disrotatorisch
- Cyclopropyl-radicaal → allyl-radicaal: conrotatorisch
- Cyclopropyl-anion → allyl-anion: conrotatorisch
- Cyclopentenyl-kation → pentadienyl-kation: conrotatorisch

De regels worden ondersteund door theoretische modellen. Met de uitgebreide Huckel methode kan bijvoorbeeld de activeringsenergie voor de thermische ringsluitingreactie van 1,3-butadieen als functie van de C-C-C-bindingshoek berekend worden. Bij hoeken groter dan 117° is er een lichte voorkeur voor de disrotatorische reactie, met kleinere hoeken zal de conrotatorische reactie iets makkelijker zijn.
In 2007 wordt beschreven hoe met behulp van geforceerde sterische conformaties reactiewegen mogelijk worden die schijnbaar in tegenspraak zijn met de Woodward-Hoffmann-regels.

## Claim met betrekking tot de ontdekking van de regels
Er wordt beweerd dat E.J. Corey als eerste ideeën heeft verwoord die aan de basis liggen van de Woodward-Hoffmann-regels, en dat Woodward heeft nagelaten om Corey in dat verband te vernoemen. In 2004 stelde Corey in een artikel in het Journal of Organic Chemistry het volgende:

Op 4 mei 1964 suggereerde ik aan collega R.B. Woodward een eenvoudige verklaring voor de stereoselectiviteit van de reacties van cyclobuteen naar 1,3-butadieen en 1,3,5-hexatrieen naar cyclohexadieen waarin de symmetrie van de HOMO een rol speelde. Deze opmerking legde de basis voor de ontwikkeling van ideeën die later bekend werden als de Woodward-Hoffmann regels.

Eveneens in 2004 antwoordde Roald Hoffmann daarop in het Duitse vakblad Angewandte Chemie:

Ik herinner me zeer duidelijk - en het verbaast me eigenlijk nog steeds een beetje - dat de 'aha-erlebniss' voor mij eerder in een algebraïsche dan een beeldende of geometrische vorm kwam. Uit het niets was ineens duidelijk dat de coëfficiënten in de wiskundige formule voor de eindstandige atomen van de HOMO in 1,3-butadieen tegengesteld van teken waren, terwijl die voor de overeenkomstige formule voor hexatrieen hetzelfde teken hebben. Daarvandaan was het maar een korte stap naar de meer geometrische, en daarmee chemische, beschrijving: in de interne cyclisatie van een dieen moet de bovenzijde van het ene eindstandige atoom reageren met de onderzijde van het andere eindstangige atoom, terwijl voor het trieen de vorming van de nieuwe band voor beide eindstandige atomen de bovenzijde (of van alle twee de onderzijde) betrokken is.

Hoffman wijst ook nog op twee publicaties van Corey uit 1963 en 1965. Corey beschrijft de totaalsynthese van dihydrocostunolide. Hoewel in deze synthese een elektrocyclische reactie wordt gebruikt, doet Corey geen poging de waargenomen stereospecificiteit te verklaren.
In hedendaagse termen wordt deze fotochemische reactie beschreven als een 4*1+2 (4 elektronen waarvan 1 in een aangeslagen toestand + 2 elektronen) conrotatorische reactie.